# 프런티어 마켓
프런티어 마켓(frontier markets)은 전 세계 이머징 마켓 중에서도 전반적인 경제 규모와 주식시장 전체의 시가총액이 상대적으로 작은 국가들을 말한다. 증시 규모가 작고 역사가 짧아 투자자들에게 덜 알려진 중소시장이며, 이머징마켓보다는 성장 잠재력이 더 크지만 위험 요인도 크다. 주로 아시아, 동유럽, 아프리카 및 중동 지역의 국가들이 해당된다. 브릭스(BRICs)는 해당되지 않는다.
- 인구 : 10억
- 명목 GDP : US$ 2.4조 (2400조원)
- 시가총액 : US$1.7조 (1700조원)

## 해당 국가들
- 방글라데시, 베냉, 보츠와나, 불가리아, 부르키나파소, 크로아티아, 에스토니아, 가나, 인디아, 인도네시아, 자메이카, 케냐, 라트비아, 레바논, 리투아니아, 말라위, 말리, 모리셔스, 나미비아, 니제르, 나이지리아, 파키스탄, 루마니아, 세네갈, 세르비아, 슬로바키아, 슬로베니아, 스리랑카, 에스와티니, 토고, 튀니지, 우간다, 우크라이나, 베트남, 잠비아, 짐바브웨 등